# Леонід II
Леонід II (дав.-гр. Λεωνίδας Bʹ) — цар Спарти з династії Агіадів в період від 254 до н.е по 243 до н. е. та від 241 до н.е по 235 до н. е. Син Клеоніма та онук царя Клеомена II.

## Біографія
Агесілай походив зі спартанського царського роду Агіадів, представники якого виводили своє походження від героя Геракла. Леонід II був сином царевича Клеоніма та онуком царя Клеомена II.
Як син вигнанця, майбутній цар провів багато часу на сході, знаходився при дворі Селевка I Нікатора. Де здобув азійську гордовитість та одружився з персіянкою.
Близько 262 року до н. е. Леонід повернувся в Спарту, щоб стати опікуном свого племінника Арея II. Молодий цар помер в 254 році до н. е. у восьмирічному віці, і влада перейшла до Леоніда II. На момент проголошення царем, Леонід був уже у похилому віці. Він став головним противником реформ царя з династії Евріпонтідів Агіса IV. Саме завдяки діяльності Леоніда, герусія не затвердила ретру Лісандра, яка повинна була почати реформи. Через це, автор ретри — ефор Лісандр, син Лібія, вирішив змістити Леоніда з трону. Він звинуватив Леоніда у порушенні спартанських законів. Представникам царського роду заборонялося одружуватися на іноземках. Також Леоніда звинувачували у тому, начебто він ще дитиною поклявся своєму батькові сприяти загибелі Спарти. Разом з цим Лісандр закликав Клеомброта, зятя Леоніда заявити свої права на владу. Він також походив з царського роду Агіадів. Злякавшись Леонід сховався в храмі Афіни Міднодімної разом з дочкою, яка залишила Клеомброта. Він отримав виклик до суду, але не вийшов з храму, і тоді спартанці в 243 році до н. е. передали владу Клеомброту, який підтримав реформи Агіса. Згодом Леоніду вдалося організувати втечу. Коли стало відомо про втечу Леоніда, ефор Агесілай послав за ним убивць. Але Агіс, довідавшись про це, послав своїх людей щоб захистити Леоніда. Таким чином колишній цар потрапив у Тегею.
Скориставшись відсутністю Агіса IV у Спарті та невдоволенням народу на дії Агесілая, Леоніду вдалося повернути собі владу. Першим чином він вирішив покарати Клеомброта. Хілоніда, дочка Леоніда змогла випросити у батька не вбивати її чоловіка. Разом з ним вона відправилась у вигнання, попри вмовляння Леоніда зостатися. Потім, за допомогою зрадника, йому вдалося захопити Агіса. На суді, прихильні до Леоніда ефори, засудили Агіса до смертної кари. Молоду вдову страченого царя — Агіатиду, Леонід II одружив зі своїм старшим сином Клеоменом III.
Леонід II помер в 235 році до н. е. Новим спартанським царем з роду Агіадів став його син Клеомен III.

## Образ у культурі
Ірландський драматург Томас Саутерн, за мотивами розповіді Плутарха про життя Агіса IV, написав трагедію «Спартанська дама». Хоч, автор почав працювати над п'єсою в 1687 році, вперше вона була поставлена в 1719 році на сцені театру Друрі-Лейн, роль царя Клеомброта зіграв актор Джон Міллс. Леонід зображений у п'єсі як шляхетний король, якого відсторонює від влади підступний Клеомброт. На думку дослідника Едварда Боуена, драматург в особі Леоніда зобразив скинутого англійського короля Якова II, а в образі його молодшої дочки Євфимії, яку Клеомброт тримав у заручниках, зображена королева Анна Стюарт.
Сцену як Леонід II відправляє Клеомброта II у вигнання на своїх картинах зображували: Бенджамін Вест (1768), Франсуа-Ксавьє Фабр (1795), Вінченцо Камуччіні та Пеладжо Паладжі (між 1807 та 1810).

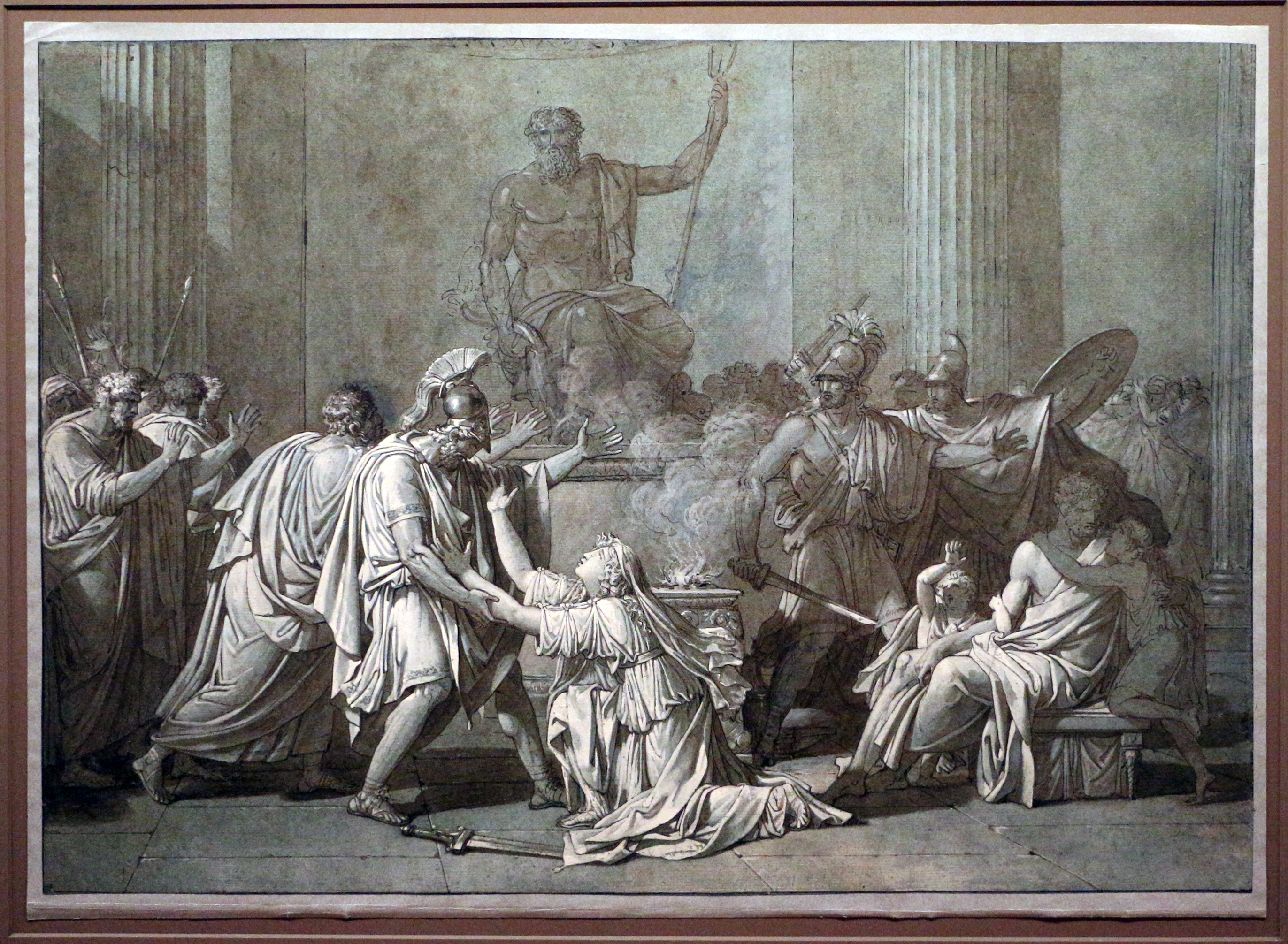
Франсуа-Ксавьє Фабр (1795)
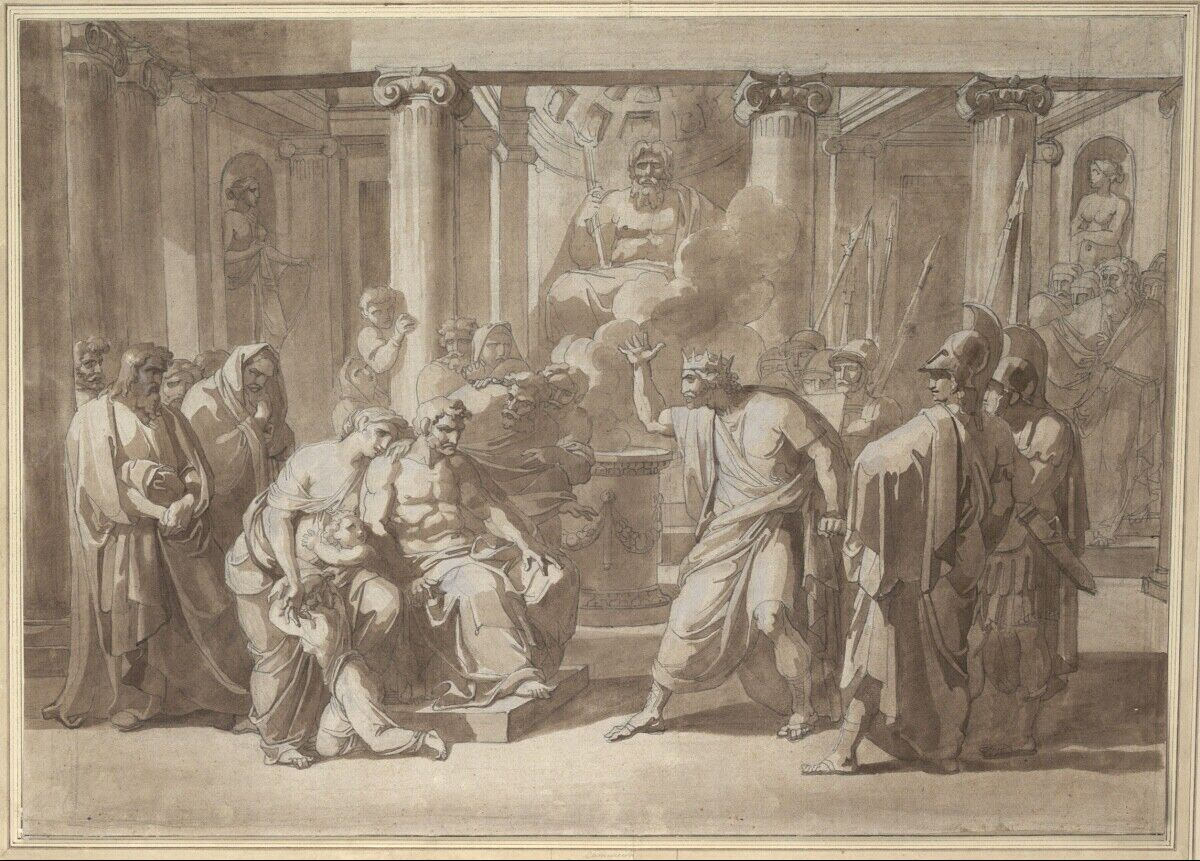
Вінченцо Камуччіні
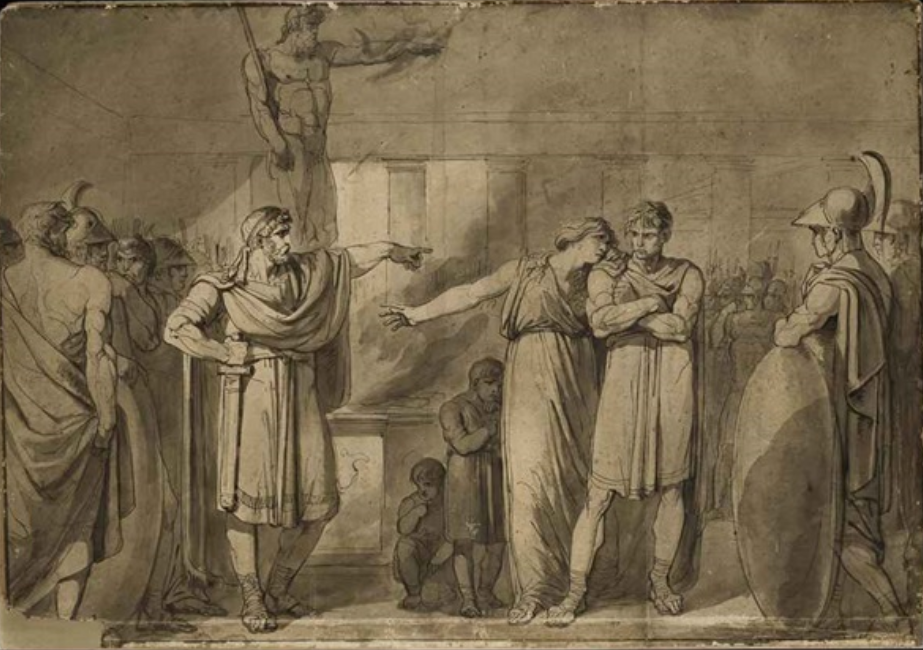
Бартоломео Пінелі
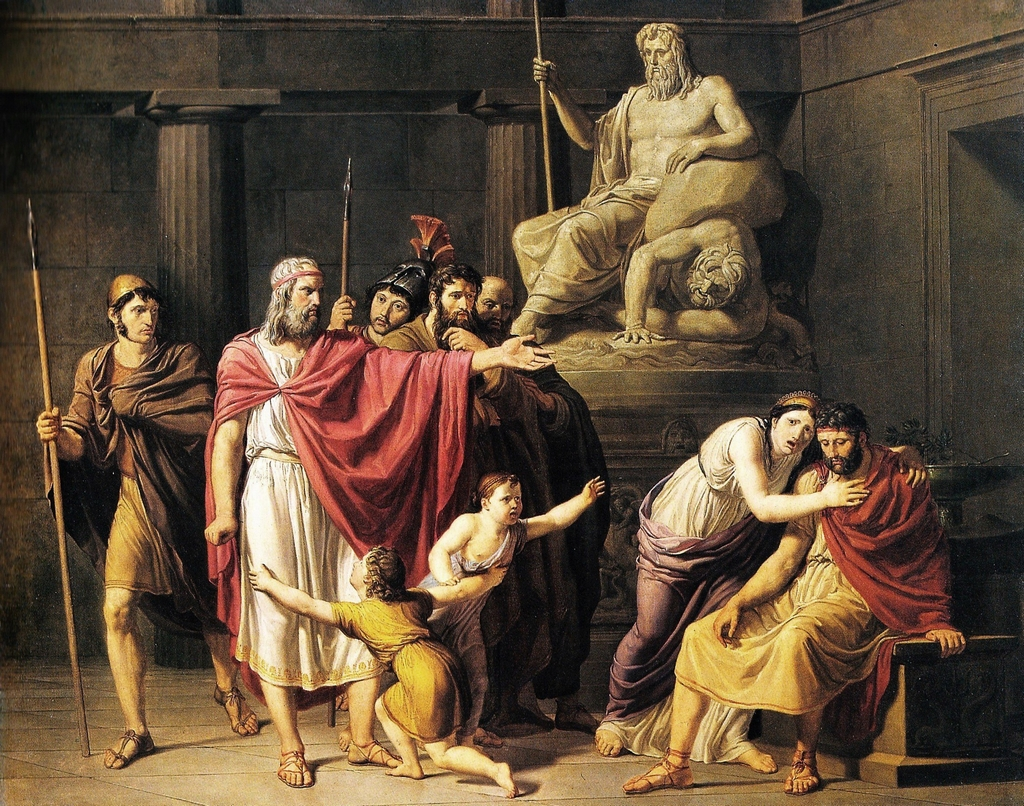
Пеладжо Паладжі (між 1807 та 1810)

## Родина
Згідно Плутарху Леонід II був одружений з персіянкою, дочкою голови кінноти Селевка I Нікатора. Однак деякі дослідники вважають, що він був одружений з дочкою Селевка, у такому разі його жінка була персіянкою лише наполовину.
Відомо про трьох дітей Леоніда:
- Хілоніда[en]— дружина спартанського царя Клеомброта II.
- Клеомен III — цар Спарти
- Евклід — цар Спарти